# Kites
Kites è il quinto album del gruppo inglese Submotion Orchestra, pubblicato dalla SMO Recordings nel 2016.

## Tracce
Compact disc
1. Prism – 5:05
2. Variations – 4:26
3. Night – 3:56
4. Kites – 5:22
5. Bridge – 4:07
6. Own – 5:36
7. Branches – 4:09
8. Youth – 5:08
9. Tunnel – 3:55
10. Alone – 4:29

Durata totale: 46:13

## Formazione
- Ruby Wood: voce
- Dom 'Ruckspin' Howard: produttore
- Tommy Evans: percussioni
- Taz Modi: tastiere
- Simon Beddoe: tromba
- Danny Templeman: percussioni
- Chris 'Fatty' Hargreaves: basso